# Nicolaas Govert de Bruijn
Nicolaas Govert de Bruijn (Hollandia, Hága, 1918. július 9. – Hollandia, Nuenen, 2012. február 17.) holland matematikus.
PhD fokozatát az Eindhoveni műszaki egyetemen szerezte meg 1943-ban. Témavezetője Jurjen Koksma volt témája pedig: Over modulaire vormen van meer veranderlijken („Többváltozós moduláris formák”). A matematika sok területén alkotott. Egyik leghíresebb felfedezése a De Bruijn-sorozat. Több nagy matematikussal dolgozott együtt, úgymint Erdős Pállal és Charles Michael Newmannal: De Bruijn–Erdős-tétel, De Bruijn-Newman konstans. foglalkozott a Penrose-féle csempézéssel is. Később az emberi agy modellezésével is foglalkozott.
Tudományos cikkeinek száma 196 (2004-es adat). Ezenkívül több mint 120 belső tudományos jelentés szerzője.